# Farming Simulator
Farming Simulator es una serie de videojuegos de simulación agrícola desarrollada por Giants Software. Las ubicaciones se basan en entornos estadounidenses y europeos. Los jugadores pueden cultivar, criar ganado, cultivar y vender activos creados a partir de la agricultura.

## Descripción

### Carrera
En el modo carrera, el jugador asume el papel de agricultor. Su tarea es expandir su granja y maquinaria "anticuada". El objetivo principal del jugador es cosechar sus cultivos y venderlos para expandir su empresa agrícola. El jugador es libre de explorar, crecer a partir de la elección de varios cultivos e invertir su dinero en campos y equipos adicionales. Puedes comprar ganado, y luego corresponde al jugador cuidar a los animales.

### Misiones
Hay misiones generadas dinámicamente que consisten en que el jugador realice varias tareas dentro de un marco de tiempo, como cortar el césped o entregar carga. Si el jugador completa con éxito la tarea, es recompensado con una suma de dinero, más un bono basado en la rapidez con que se completó la tarea.

## Videojuegos
| Videojuego             | Plataformas                                                                                 | Fecha                   | Publicadora            |
| ---------------------- | ------------------------------------------------------------------------------------------- | ----------------------- | ---------------------- |
| Farming Simulator 2008 | PC                                                                                          | 14 de abril de 2008     | Astragon               |
| Farming Simulator 2009 | PC                                                                                          | 28 de agosto de 2009    | Astragon               |
| Farming Simulator 2011 | PC                                                                                          | 29 de octubre de 2010   | Astragon               |
| Farming Simulator 2013 | PC, MAC                                                                                     | 25 de octubre de 2012   | Focus Home Interactive |
| Farming Simulator 14   | Android, IOS, Kindle Fire, Windows Phone, PlayStation Vita, Nintendo 3DS                    | 19 de noviembre de 2013 | Focus Home Interactive |
| Farming Simulator 15   | PC, PlayStation 3, PlayStation 4, Xbox 360, Xbox One                                        | 30 de octubre de 2014   | Focus Home Interactive |
| Farming Simulator 16   | Android, IOS, Kindle Fire, Windows Phone, PlayStation Vita                                  | 8 de mayo de 2015       | Focus Home Interactive |
| Farming Simulator 17   | PC, PlayStation 4, Xbox One                                                                 | 25 de octubre de 2016   | Focus Home Interactive |
| Farming Simulator 18   | Android, IOS, PlayStation Vita, Nintendo 3DS                                                | 6 de junio de 2017      | Focus Home Interactive |
| Farming Simulator 19   | PC, PlayStation 4, Xbox One                                                                 | 20 de noviembre de 2018 | Focus Home Interactive |
| Farming Simulator 20   | Android, IOS, Nintendo Switch                                                               | 3 de diciembre de 2019  | Focus Home Interactive |
| Farming Simulator 22   | PC, Android, IOS, Nintendo Switch, PlayStation 4, PlayStation 5, Xbox One, Xbox Series X\|S | 21 de noviembre de 2021 | Giants Software        |
| Farming Simulator 25   | PC, Android, IOS, Nintendo Switch, PlayStation 4, PlayStation 5, Xbox One, Xbox Series X\|S | 12 de noviembre de 2024 | Giants Software        |